# ТЕС Шарура
17°19′43″ пн. ш. 47°5′38″ сх. д. / 17.32861° пн. ш. 47.09389° сх. д.
ТЕС Шарура — теплова електростанція на півдні Саудівської Аравії.
Віддалені від основних індустріальних центрів саудійські поселення традиційно забезпечували електроенергією за рахунок теплових електростанцій на нафтопродуктах, які працювали у ізольованому від енергосистеми країни режимі. До таких, зокрема, відносилась ТЕС Шарура, що почала роботу не пізніше 1988 року і станом на 2004 рік мала 19 генераторних установок на основі двигунів внутрішнього згоряння – 3 Ruston потужністю по 2,5 МВт, 6 Deutz потужністю по 2 МВт, 1 Wartsila з показником 5,3 МВт, 6 MWM потужністю по 5,2 МВт та 3 MAN потужністю по 11 МВт. Сукупна потужність електростанції рахувалась на рівні у 72,1 МВт.
До 2014 станцію підсилила за рахунок:
- 2 генераторних установок MAN B&W потужністю по 10 МВт;
- 3 встановлених на роботу у відкритому циклі газових турбін General Electric потужністю від 17 МВт до 17,6 МВт;
- 2 встановлених на роботу у відкритому циклі газових турбін General Electric потужністю від 68,2 МВт до 68,7 МВт.
Видача продукції відбувається по ЛЕП, що працює під напругою 33 кВ.